# عودة فارس الظلام
باتمان: عودة فارس الظلام (بالإنجليزية: The Dark Knight Returns) وهو العدد الرابع من قصص باتمان المصورة الذي صدر في 1986، تمت كتابته من قبل فرانك ميلر وتم نشره من قبل دي سي كومكس.

## وصلات خارجية
- عودة فارس الظلام على موقع الموسوعة البريطانية (الإنجليزية)
- عودة فارس الظلام على موقع الموسوعة البريطانية (الإنجليزية)
- The plot in more detail at darkknight.ca نسخة محفوظة 23 يناير 2008 على موقع واي باك مشين.
- Deconstructing Dark Knight Returns - an ongoing analysis of The Dark Knight Returns and related works
- Batman: The Dark Knight Returns and Batman: The Dark Knight Strikes Again discussed at sequart.com نسخة محفوظة 2 ديسمبر 2008 على موقع واي باك مشين.
- Batman: The Dark Knight Returns – a retrospective and review at Batman-On-Film.com